# Boniface de Castellane (1758-1837)
Pour les articles homonymes, voir Boniface de Castellane et Castellane (homonymie).
Pour les autres membres de la famille, voir Famille de Castellane.
Boniface de Castellane-Novejean, 1er marquis de Castellane, né le 4 août 1758 à Paris et mort le 21 février 1837 à Paris, est un général et homme politique français. 

## Biographie

### Famille
Boniface Louis André de Castellane-Novejean est le fils d'Esprit François Henri de Castellane-Novejean, enseigne de gendarmerie, et de Louise Charlotte Charron de Menars. Il est le frère d'Esprit Boniface de Castellane-Novejean (1763-1838).
Il épouse en 1778 Adélaïde Louise Guyonne de Rohan-Chabot (fille de Charles-Rosalie et Guyonne Hyacinthe de Pons, et petite-fille de Guy-Auguste), puis en 1810, Alexandrine Charlotte de Rohan-Chabot (cousine germaine de la précédente ; fille du duc Louis-Antoine et petite-fille de Guy-Auguste). Du premier mariage est issu le maréchal de France Boniface de Castellane-Novejean.

### Avant la Révolution
En 1774, il est sous-lieutenant au régiment d'Aunis-infanterie avant de devenir mestre de camp en second, puis colonel du régiment de Sègur-dragons qui est transformé en chasseurs le 17 mars 1788 : le régiment des chasseurs du Hainaut.
Franc-maçon, il est membre de la loge parisienne « La Candeur », fondée le 22 octobre 1775.

### Pendant la Révolution
En 1789, il est élu député aux États généraux par la noblesse du bailliage de Châteauneuf-en-Thymerais, dans le Perche. Il est un des premiers de son ordre à se joindre au Tiers état et se montre un libéral très mesuré au début de la session, mais il n'approuve pas les mesures strictes votées contre les émigrés ainsi que celles qui frappent les ecclésiastiques.
Il participe au débat sur la Déclaration des droits de l'homme et du citoyen et formule en grande partie l'article X de la Déclaration concernant la liberté des opinions religieuses. Une âpre discussion lui fait retirer la liberté des cultes de sa motion qui ne contenait plus que l'article suivant : « Nul ne doit être inquiété pour ses opinions religieuses ». Après d'autres amendements et sous-amendements, la version définitive de l'article X est adoptée le 23 août 1789 en ces termes : « Nul ne doit être inquiété pour ses opinions, même religieuses, pourvu que leur manifestation ne trouble pas l'ordre public établi par la loi. » Il demande également l'abolition des lettres de cachet et refuse au roi le droit de veto.
En mars 1792, il est promu maréchal de camp mais donne sa démission après la journée du 10 août 1792. Il est emprisonné sous la Terreur et libéré après la chute de Robespierre le 27 juillet 1794.

### Sous le Consulat et le Premier Empire
Retiré à la campagne, il établit alors, dit-on, une maison de commerce à Paris.
Son ami le prince de Talleyrand-Périgord lui fait obtenir en 1802 la préfecture des Basses-Pyrénées, qu'il conserve jusqu'en 1810. Les électeurs de ce département l'élisent candidat au Sénat conservateur, sans qu'il y soit admis. En novembre 1802, il ordonne l'arrestation des « Bohémiens », hommes, femmes et enfants, du Pays basque
Il est nommé maître des requêtes, officier de la Légion d'honneur et grand-croix de l'Ordre du mérite civil de la Couronne de Bavière. Cependant, il perd sa préfecture et vient à Paris siéger au Conseil d'État.
Il donne son adhésion à la déchéance de Napoléon Ier en 1814 et devient alors chevalier de Saint-Louis et commandant de la Légion d'honneur. Il signe son opposition à l'acte additionnel pendant les Cent-Jours.
Il vote la mort du maréchal Ney.

### Sous la Restauration
Pair de France le 17 août 1815.
En 1817, Louis XVIII de France le promeut lieutenant général.

## Armoiries
| Figure | Blasonnement                                                                                      |
|        | De gueules, à la tour donjonnée de 3 pièces d'or, maçonnée de sable, celle du milieu plus élevée. |

### Sources
- Archives nationales, base Leonore, LH//446/13, dossier de Légion d'honneur (avec extrait de baptême. Numérisé. LH//446/16, dossier de son frère Esprit Boniface.